# Andrejs Rubins
Andrejs Rubins (26. listopadu 1978 Riga – 1. srpna 2022) byl lotyšský fotbalista, záložník.

## Fotbalová kariéra
Na klubové úrovní začínal v týmu FK Auda. Ve Švédsku hrál za Östers IF. Po roce se vrátil do Lotyšska a s týmem Skonto FC získal třikrát za sebou double. Přestoupil do druholigového anglického klubu Crystal Palace FC, kde strávil 3 sezóny. Dále hrál v Rusku za FK Šinnik Jaroslavl a FK Spartak Moskva. Po návratu do Lotyšska hrál za FK Liepājas Metalurgs. Kariéru zakončil v Ázerbájdžánu v týmech FC Inter Baku, se kterým získal mistrovský titul, FK Karabach a Simurq PIK. V Poháru UEFA nastoupil v 4 utkáních. Za lotyšskou reprezentaci nastoupil v letech 1998-2011 ve 117 utkáních a dal 10 gólů. Byl členem lotyšské reprezentace na Mistrovství Evropy ve fotbale 2004, nastoupil ve všech 3 utkáních.

## Ligová bilance
| Ročník                            | Zápasy | Góly | Klub                  |
| --------------------------------- | ------ | ---- | --------------------- |
| Fotbollsallsvenskan 1997          | 11     | 0    | Östers IF             |
| Virslīga 1998                     | 19     | 1    | Skonto FC             |
| Virslīga 1999                     | 25     | 6    | Skonto FC             |
| Virslīga 2000                     | 23     | 7    | Skonto FC             |
| 2. anglická liga 2000/01          | 22     | 0    | Crystal Palace FC     |
| 2. anglická liga 2001/02          | 7      | 0    | Crystal Palace FC     |
| 2. anglická liga 2002/03          | 2      | 0    | Crystal Palace FC     |
| Ruská Premier Liga 2003           | 24     | 2    | FK Šinnik Jaroslavl   |
| Ruská Premier Liga 2004           | 27     | 2    | FK Šinnik Jaroslavl   |
| Ruská Premier Liga 2005           | 5      | 0    | FK Spartak Moskva     |
| Ruská Premier Liga 2006           | 13     | 0    | FK Šinnik Jaroslavl   |
| Virslīga 2007                     | 8      | 1    | FK Liepājas Metalurgs |
| Virslīga 2008                     | 10     | 0    | FK Liepājas Metalurgs |
| Azərbaycan Premyer Liqası 2008/09 | 19     | 6    | FC Inter Baku         |
| Azərbaycan Premyer Liqası 2009/10 | 30     | 3    | FC Inter Baku         |
| Azərbaycan Premyer Liqası 2010/11 | 12     | 0    | FK Karabach           |
| Azərbaycan Premyer Liqası 2011/12 | 18     | 1    | Simurq PIK            |
| CELKEM Ruská Premier Liga         | 69     | 5    |                       |
| CELKEM 2. anglická liga           | 31     | 0    |                       |
| CELKEM Allsvenskan                | 11     | 0    |                       |